# Microsoft Flight Simulator
Ne doit pas être confondu avec Microsoft Flight.
Microsoft Flight Simulator est une série de jeux vidéo de simulation de vol.
Le programme Flight Simulator est développé par Bruce Artwick à partir de 1977 ; sa société SubLogic le vendait pour divers ordinateurs personnels. En 1982, la société d'Artwick accorde une licence de développement à Microsoft pour l'IBM PC, commercialisée sous le nom de Microsoft Flight Simulator 1.00. Le directeur général de Microsoft, Bill Gates, était fasciné par le roman Vol de nuit d'Antoine de Saint-Exupéry, qui raconte avec beaucoup de détails les sensations d'un vol dans un petit avion.
Microsoft Flight Simulator, précédant Windows de trois années, est l'un des premiers logiciels diffusés par Microsoft. Il diffère de autres logiciels de cette marque, davantage orientés vers les outils d'entreprise.

## Historique
En 1976 Microsoft Flight Simulator commence sous la forme d'articles écrits par Bruce Artwick, à la suite de sa thèse de maîtrise, à propos d'un programme de graphisme 3D pour ordinateurs. Le rédacteur du magazine l'informe que des abonnés veulent acheter le programme. Bruce Artwick fonde la société nommée subLOGIC Corporation en 1977. Il vend des simulateurs de vol pour des ordinateurs dotés du microprocesseur Intel 8080 comme l'Altair 8800 et le IMSAI 8080.
En 1979, subLOGIC édite FS1 Flight Simulator pour l'Apple II, puis en 1980 une version pour le Tandy TRS-80.

En 1982, subLOGIC vend à Microsoft une licence pour IBM PC avec graphiques CGA, sous le nom de Microsoft Flight Simulator 1.00. Aux débuts des ordinateurs compatibles avec le PC d'IBM, Flight Simulator est utilisé comme programme de test officieux du niveau de compatibilité d'un ordinateur personnel « clone », au même titre que la suite Lotus 1-2-3.
SubLOGIC développe le produit pour d'autres plateformes. Une version améliorée Flight Simulator II est développée pour l'Apple II en 1983, pour le Commodore 64, le MSX et l'Atari 800 en 1984, puis pour le Commodore Amiga et l'Atari ST en 1986.

En 1988 Bruce Artwick quitte subLOGIC pour fonder la Bruce Artwick Organisation (BAO) dans le but de travailler aux versions suivantes pour Microsoft, à commencer par Microsoft Flight Simulator 3.0. Microsoft Flight Simulator atteint sa maturité commerciale avec la version 3.1, et emploie des graphismes 3D ainsi que l'accélération matérielle graphique pour devenir un produit innovant.

En 1995 Microsoft achète BAO et produit de nouvelles versions du simulateur, ajoutant des caractéristiques de réalisme, de météo, des nouveaux types d'avions et des décors.
Le format de l'édition professionnelle, sortie avec les versions 2000 et 2002, qui inclut davantage d'avions, d'outils et d'extensions de décors que la version simple est abandonné lors de la version 2004 (version 9), diffusée en version simple et célébrant un siècle d'aviation.
La version Flight Simulator X renoue avec la double édition : l'une, « Standard » ; l'autre, « Deluxe » ou « professionnelle ».
Les versions du simulateur, MS Flight Simulator 2004 et MS Flight Simulator X, sont destinées à satisfaire des pilotes ou des futurs pilotes et des personnes ayant rêvé de le devenir. Moins un jeu qu'un environnement virtuel d'immersion, il peut souvent être frustrant, complexe et difficile à cause de son réalisme. Il peut également répondre aux attentes de flightsimmers chevronnés. La zone de vol englobe le monde entier dans différents niveaux de détail, dont plus de 20 000 aéroports. S'y trouvent des décors détaillés représentant les principaux points de repère et grand nombre de villes. Le détail des paysages est souvent inégal, sorti des zones de forte densité de population, en particulier hors des États-Unis, bien que des sites web proposent des décors supplémentaires (gratuits ou sous licence commerciale) pour y remédier,.
Les quatre dernières versions contiennent un système de simulation météo capable de télécharger et d'appliquer les conditions météo réelles, un environnement de trafic aérien incluant un contrôle interactif (la série des MSFS n'est pas la première à le faire : voir Flight Unlimited II), des appareils pilotables allant de l'historique Douglas DC-3 au moderne Boeing 777 et un grand nombre de ressources incluant des leçons interactives, des missions et des checklists d'appareils. Les deux dernières version de Microsoft Flight Simulator comportent un mode kiosk (en). La grande disponibilité de mises à jour et de compléments (gratuits ou sous licence commerciale) donne à la simulation sa flexibilité et son envergure.
Lors de l'E3 2019, Microsoft annonce une nouvelle version, développée grâce aux images de satellites et de l'Azure AI de Microsoft. Les articles publics de septembre 2019 apprennent que Microsoft a confié son développement à Asobo Studio.

### Historique des versions
- 1982 – Flight Simulator 1.0[1]
- 1983 – Flight Simulator 2.0
- 1986 – Flight Simulator (Macintosh)
- 1988 – Flight Simulator 3.0
- 1989 – Flight Simulator 4.0
- 1993 – Flight Simulator 5.0
- 1995 – Flight Simulator 5.1
- 1996 – Flight Simulator 95
- 1997 – Flight Simulator 98
- 1999 – Flight Simulator 2000
- 2001 – Flight Simulator 2002
- 2003 – Flight Simulator 2004 : Un siècle d'aviation
- 2006 – Flight Simulator X
- 2012 – Microsoft Flight
- 2020 – Microsoft Flight Simulator 2020
- 2024 – Microsoft Flight Simulator 2024

Dovetail Games
- 2006 - Flight Simulator X: Steam Edition
- 2012 – Flight Sim World

## Extensions
De nombreuses entreprises développent ou éditent des appareils et des scènes complémentaires, gratuits ou payants.
Ces extensions concernent des avions, des scènes (comme des aéroports, des villes) ou encore, des programmes « annexes » offrant de nouvelles possibilités de jeu comme voler en ligne ou encore intégrer la météo réelle. La liste des extensions ci-dessous n'est pas exhaustive ; elle propose une catégorisation.

### Amélioration de l'environnement

#### Relief (mesh)
Les mesh sont des fichiers (extension bgl) qui permettent d'améliorer la représentation du relief de manière plus réaliste en rectifiant les altitudes du terrain.
Il existe des meshs pour le monde entier dont une grande majorité est gratuite.
À la place d'un région plate, l'utilisateur découvre des vallonnements, des collines et des montagnes escarpées.
Le changement est saisissant comparé au rendu par défaut de Flight simulator.

#### Villes (landclass)
Les fichiers landclass permettent de rendre plus réalistes les textures par défaut d'une zone donnée en y rajoutant des textures urbaines correspondant à des villes jusque-là non figurées, car trop petites, mieux distinguer les différentes parties d'une ville, ajoutent des routes, des voies ferrées.
Les fichiers landmarks ajoutent également des points de repère incontournables pour le vol à vue, des obstacles répertoriés par le SIA, comme les phares de marine, les tours de radiotélévision, les pylônes.

#### Scènes
Les scènes permettent d'améliorer localement un endroit. Elles modélisent plus fidèlement un aéroport ou un aérodrome donné en ajoutant ou en détaillant les bâtiments, les taxiways, les runways. Elles sont gratuites ou payantes. Les scènes payantes offrent souvent des animations complémentaires pour les gros aéroports (hubs, bus).

### Avions
Les paramètres modifiables des appareils de Flight Simulator concernent la disposition du cockpit, le dessin du cockpit, le modèle d'avion, de textures d'avion, les caractéristiques de vol, les modèles de décors, la disposition des décors et leur texture, avec souvent de simples programmes ou juste un éditeur de texte comme Notepad. Quelques fans de la série se sont servis de la grande capacité d'évolution de Flight Simulator et l'ont connecté à du matériel « maison », approchant ainsi la complexité des simulateurs de vol multiaxes.
Les avions du jeu sont composés de cinq parties :
- le modèle, qui est un modèle 3D CAD-style de l'extérieur de l'appareil et du cockpit virtuel, si disponible ;
- les textures sont des images bitmap que le jeu applique au modèle. Elles peuvent être éditées facilement (processus connu sous le nom de repainting) ; le modèle adopte alors n'importe quel schéma de peinture imaginable, qu'il soit fictif ou réel ;
- les sons produits par l'avion. Ils sont déterminés par les fichiers WAV utilisés par l'appareil comme palette sonore ;
- le tableau de bord est une représentation du cockpit de l'avion. Il comprend une ou plusieurs images bitmap du tableau de bord, des instruments de vol et parfois ses propres sons ;
- le MDV (FDE), ou Moteur Dynamique de Vol (Flight Dynamics Engine). Il est basé sur le fichier airfile, un fichier *.air qui contient des centaines de paramètres qui définissent les caractéristiques de vol de l'appareil et le fichier de configuration aircraft.cfg, qui contient davantage de paramètres plus faciles à modifier. Tous ces paramètres sont totalement décorrélés des caractéristiques géométriques du modèle 3D[pas clair].

### Divers
Certains programmes, comme FSUIPC, fournissent simplement des petites modification très utiles pour dépasser les limitations graphiques ou les bugs du simulateur, ou pour autoriser une interaction plus approfondie avec des add-ons tierce partie. Certains add-ons nécessitent parfois d'autres utilitaires pour fonctionner correctement avec le simulateur.
D'autres extensions fournissent des outils de navigation, la simulation de passagers, des caméras qui permettent de voir l'avion ou le décor sous tous les angles, des tableaux de bord plus réalistes, et bien d'autres encore.
Quelques add-ons fournissent une compatibilité avec des matériels spécifiques comme des contrôleurs de jeu et des détecteurs de mouvement.

### AI Traffic
Un add-on en pleine expansion pour la série est AI Traffic (AI : Intelligence Artificielle). AI Traffic est la simulation d'autres véhicules dans le paysage de Flight Simulator. Ce trafic joue un vrai rôle dans la simulation puisqu'il est possible de s'écraser à son contact, mettant fin à votre session, et aussi parce qu'il est possible d'interagir avec le trafic par la radio et l'ATC. Cette fonction est disponible, même avec un trafic tierce partie.
Microsoft a introduit AI Traffic dans la version 2002 de Flight Simulator, avec plusieurs appareils privés et commerciaux. Depuis lors, cette fonction a été enrichie de nombreux nouveaux fichiers créés par des développeurs tierce partie.
Généralement, les modèles d'avions tierce partie ont de multiples niveaux de détail qui permettent à l'AI Traffic d'optimiser les taux de frames tout en restant détaillé pendant les gros plans. Les développeurs d'add-on payants se sont fait connaître avec des titres comme « Ultimate Traffic » qui a rencontré un grand succès, bien qu'il y ait eu des controverses à propos de la qualité des modèles.
On trouve aussi quelques grands développeurs de gratuiciels pour ce secteur. Project AI est un créateur reconnu et respecté de trafic d'aviation commerciale et cargo, ainsi que le très populaire World of AI. Le plus grand développeur de trafic militaire est Military AI Works (MAIW), qui a sorti de nombreux packages et de nouveaux modèles d'intelligence artificielle couvrant de nombreux pays. Le marché contient une petite niche, qui est celle de l'AI pour les bateaux.

### Disponibilité
Un certain nombre de sites web fournissent aux utilisateurs des fichiers d'add-on (tels des avions de compagnies aériennes réelles, des engins utilitaires aéroportuaires, de vrais immeubles existant dans certaines villes, des textures et des villes entières).
La grande disponibilité, par Internet, d'add-on gratuits pour la simulation a encouragé le développement d'une communauté grande et diversifiée réunie par des groupes de conception, des « message board », des simulations multijoueurs en ligne et la création de compagnies aériennes virtuelles. L'existence d'Internet a aussi facilité la distribution des logiciels payants pour simulateurs, avec l'option de télécharger les fichiers, réduisant de ce fait les coûts de distribution.
Beaucoup d'add-on sont payants. Les éditeurs tels Aerosoft, AlphaSim, Dreamfleet, PMDG, Flight1, Just Flight, Captain Sim, Lago, Project Magenta, SimFlyers, Captain Keith, Phoenix Simulation Software (PSS), Project Open Sky (POSKY), Abacus, Halycon Media, Perfect Flight, Wilco Publishing et Commercial Level Simulations (CLS) produisent des add-on de cette sorte. Des extensions de décors, avions, packs de son, gadgets et plein d'autres types de programmes sont disponibles par paiement en ligne. Les logiciels payants essaient souvent d'avoir de plus grandes étendues de caractéristiques que leurs homologues gratuits ; cependant, les extensions de caractéristiques ne sont pas réduites aux seules solutions payantes et un certain nombre de packages gratuits sont réputés pour offrir les mêmes fonctionnalités et une vraie qualité professionnelle à coût zéro.

### IVAO / VATSIM et le vol en réseau
Le but des réseaux IVAO et VATSIM est de fournir un environnement multi-utilisateurs gratuit aussi réaliste que possible incluant des services de contrôle aérien en temps réel, une formation de qualité pour les personnes désireuses d'apprendre ou de se perfectionner, des événements variés et toute une gamme de services.
Les réseaux IVAO et VATSIM comportent des divisions par pays, dont notamment IVAO France ou VAT France pour la France. Ces divisions proposent chacune des événements particuliers, des formations, etc.
Une fois inscrit, il est possible de participer au réseau en tant que pilote ou en tant qu'ATC (Air Traffic Controler ou contrôleur aérien), de passer des examens ou tout simplement de s'amuser. Attention cependant, IVAO et VATSIM étant des add-ons conçus à la base pour créer des environnements les plus proches de la réalité possibles, les règles de conduite pour les contrôleurs et pilotes virtuels sont relativement strictes : il ne s'agit pas de décoller de n'importe où, n'importe quand ou d'évoluer sans avoir déposé de plan de vol, ou encore de fournir un service de contrôle aérien fantaisiste, sous peine d'être exclu du réseau.

## Phénomène de société

### Attentats du 11 septembre
Après les attentats du 11 septembre, Microsoft a reporté la sortie de Flight Simulator 2002. Il est donc sorti quelque temps après avec un plan de New York sans les deux tours jumelles détruites. Certains médias estiment que les jeux de la série peuvent être utilisés comme outils d'entrainement par les terroristes,.

## Record
Le succès de Microsoft Flight Simulator l'a amené à avoir sept records dans le Guiness des records : Édition Jeux vidéo 2008 dont la plus longue série de simulation aéronautique et le simulateur de vol le plus apprécié.[réf. souhaitée]